# Detroit Pistons 1973-1974
La stagione 1973-74 dei Detroit Pistons fu la 25ª nella NBA per la franchigia.
I Detroit Pistons arrivarono terzi nella Midwest Division della Western Conference con un record di 52-30. Nei play-off persero la semifinale di conference con i Chicago Bulls (4-3).

## Roster
| N°   | Naz.                   | Ruolo | Sportivo       | Anno | Alt. | Peso |
| ---- | ---------------------- | ----- | -------------- | ---- | ---- | ---- |
| 8    | Stati Uniti (bandiera) | A     | Willie Norwood | 1947 | 201  | 100  |
| 10   | Stati Uniti (bandiera) | A     | Don Adams      | 1947 | 198  | 95   |
| 15   | Stati Uniti (bandiera) | G     | John Mengelt   | 1949 | 188  | 88   |
| 16   | Stati Uniti (bandiera) | C     | Bob Lanier     | 1948 | 211  | 113  |
| 18   | Stati Uniti (bandiera) | A     | Curtis Rowe    | 1949 | 201  | 102  |
| 20   | Stati Uniti (bandiera) | AC    | Jim Davis      | 1941 | 206  | 102  |
| 21   | Stati Uniti (bandiera) | G     | Dave Bing      | 1943 | 191  | 82   |
| 22   | Stati Uniti (bandiera) | G     | Stu Lantz      | 1946 | 191  | 79   |
| 30-5 | Stati Uniti (bandiera) | G     | Ben Kelso      | 1949 | 191  | 88   |
| 31   | Stati Uniti (bandiera) | AC    | George Trapp   | 1948 | 203  | 93   |
| 33   | Stati Uniti (bandiera) | A     | Bob Nash       | 1950 | 203  | 88   |
| 42   | Stati Uniti (bandiera) | GA    | Chris Ford     | 1949 | 196  | 86   |

## Staff tecnico
- Allenatore: Ray Scott